# Alforsit
Alforsit är ett bariumfosfatkloridmineral med den kemiska sammansättningen Ba5(PO4)3Cl. Den är en hexagonal kristall med glasig glans och hör till mineralgruppen apatiter och den kemiska klassen fosfater. Dess Mohs hårdhet är 5 och dess relativa densitet 4,73. Det förekommer som färglösa korn som är svåra att skilja från fluorapatit, eftersom de båda uppvisar låg dubbelbrytning och hög relief.

## Sammansättning
Alforsits idealiska kemiska formel är Ba5(PO3)4Cl. Kemisk analys av sammansättningen av alfrosit demonstrerades genom användning av en Ortex-strömdigitalisator och en elektronmikrob. Syntetisk bariumklorapatit, strontianit och fluorapatit användes som standarder för de grundämnen de innehåller. Den kemiska analysen visade att spår av mangan, svavel, kisel och bly fanns närvarande och gav beräkningsformler för (Ba4,68Sr0,19Ca0,13)(P2,98Si0,01)O11,96(Cl0,99F0,05) och (Ba4,05Ca0,75Sr0,24Pb0,03)(P2,94Si0,01)O11,93(Cl0,93F0,14).

## Struktur
Alforsit uppvisar Lau symmetri 6/m. Man drar slutsatsen att rymdgruppen är P63/m eftersom varje enskild apatitförening har den rymdgruppen. Parametrarna för enhetscellen är a=10,25 Å och c=7,64 Å. En bariumatom i enhetscellen är omsluten av nio syreatomer med ett medelavstånd på 2,824 Å. En annan bariumatom är omgiven av sex syreatomer med ett medelavstånd på 2.791 Å och 3.230 Å, vilket skapar två kristallografiskt distinkta bariumatomer. Fosfatgruppen i alforsit bildar en vanlig tetraeder.

## Förekomst
Alforsit upptäcktes 1981 i prover från Big Creek-lokaliteten i Kalifornien och fick sitt namn efter geologen John T. Alfors som var verksam kring fyndorten. Alforsit förekommer i delar av centrala Kalifornien främst Fresno, Mariposa County och Tulare County, men har även hittats på Baja California.
Elektronmikrosondanalys av en tunn sektion av provet från Big Creek fastställde det nya mineralet, som liknade vanlig apatit. Sällsynta bariummineraler, främst silikater, kan avslöjas i sanbornitavlagringar i östra Fresno och Mariposa. Alforsit finns i metamorf sanbornitkvarts, som förekommer inom några hundra meter från granodioritintrång, och folierad kvartsit. Gnejsbergarter innehåller mineralet, som har visat sig vara tillsammans med witerit, sanbornit och celsian i prover (med kvartsrika och gillespitrika band) från Incline. För att witerit-sanbornit-kvartsen ska vara stabil krävs temperaturer på 500 °C till 600 °C och tryck på 1–3 kbar.